# فرنسوا آدم
فرنسوا آدم (بالفرنسية: François-Gaspard-Balthazar Adam)‏ (و. 1710 – 1761 م) هو نحات فرنسي، ولد في نانسي، توفي في باريس، عن عمر يناهز 51 عاماً.

## مناصب
تولى منصب رسام البلاط لدى فريدرش العظيم
.

## جوائز
حصل على جوائز منها:
- resident at the Villa Medici ‏[2]
- جائزة روما (1740)